# Konrad Szubert
Konrad Szubert (ur. 14 listopada 1886 w Nadybach, zm. 19 listopada 1938) – polski inżynier leśnik, zarządca publicznych zasobów leśnych.

## Życiorys
Urodził się 14 listopada 1886 roku w Nadybach na terenie Galicji. Ukończył Wyższą Szkołę Realną w Krakowie, a następnie studia na kierunku leśnictwa na Wydziale Leśnym Akademii Ziemiańskiej w Wiedniu. Pod koniec I wojny światowej pracował na stanowisku kierownika Wydziału Leśnego przy Obwodowej Komendzie w Lublinie. W II Rzeczypospolitej był inspektorem Dyrekcji Lasów Państwowych w Warszawie, następnie nadleśniczym w Lasach Spalskich, od 1926 inspektorem w Cieszynie, działającym w lasach Komory Cieszyńskiej.
Od 1930 sprawował stanowisko dyrektora Lasów Państwowych we Lwowie. Ponadto pełnił funkcje prezesa okręgowego Przysposobienia Wojskowego Leśników, przewodniczącego Towarzystwa Przyjaciół Legionistów, przewodniczącego Związku Ziem Górskich, był członkiem Lwowskiego Związku Zawodowego Leśników Rzeczypospolitej Polskiej,
należał do towarzystw działając społecznie na wielu polach.
Zmarł 19 listopada 1938 wskutek wypadku samochodowego, który miał miejsce 17 km przed Janowem, w trakcie podróży do Lwowa z Cieszyna, gdzie działał jako nadzwyczajny delegat na województwo śląskie, skierowany przez dyrektora naczelnego Lasów Państwowych Adama Loreta celem przejęcia i zorganizowania lasów zaolziańskich po przyłączeniu tych terenów oraz zespolenia ich z obszarem II RP. Jego pogrzeb odbył się 22 listopada 1938 we Lwowie. Został pochowany na Cmentarzu Łyczakowskim.
Jego żona, urodzona w Medyce Ludwika Szubert była przewodniczącą oddziału lwowskiego stowarzyszenia urzędniczego „Rodzina Leśnika”, po wybuchu II wojny światowej została deportowana przez sowietów na Syberię, zmarła 26 lutego 1979 w Londynie.
Pod koniec 1938 następcą K. Szuberta na stanowsku dyrektora Lasów Państwowych we Lwowie został Jan Dunin Markiewicz.

## Ordery i odznaczenia
- Krzyż Komandorski Orderu Odrodzenia Polski (pośmiertnie, 22 listopada 1938)[13][14]
- Krzyż Oficerski Orderu Odrodzenia Polski (9 listopada 1931)[15]
- Złoty Krzyż Zasługi (4 listopada 1933)[16][17]
- Krzyż Komandorski Orderu Gwiazdy Rumunii (Rumunia)[1]